# Абеда, Шеннон-Огбани
Шеннон-Огбани Абеда (англ. Shannon-Ogbani Abeda, 15 мая 1996, Форт Мак-Муррей, Канада) — эритрейский горнолыжник. Участник зимних Олимпийских игр 2018 года. Первый спортсмен, представлявший Эритрею на зимней Олимпиаде.

## Биография
Шеннон-Огбани Абеда родился 15 мая 1996 года в канадском городе Форт Мак-Муррей в семье иммигрантов из Эритреи Уолдея Абеды, работающего инженером в нефтегазовой отрасли, и его жены Ариам.
Окончил среднюю школу Уильям Аберхарт в Калгари. Учится в Летбриджском университете по двум специальностям — информатике и бизнес-менеджменту. Занимается программированием.
Начал заниматься лыжными гонками в 3-летнем возрасте, горнолыжным спортом — в 5-летнем. В 2003 году, после того как семья переехала в Калгари, стал тренироваться в Скалистых горах. Абеда и его брат хотели заниматься хоккеем, однако родители не поддержали это стремление из-за опасности травм.
Абеда выступал на провинциальных соревнованиях по горнолыжному спорту и квалифицировался на национальные. В 2011 году в преддверии зимних юношеских Олимпийских игр в Инсбруке он решил выступать за Эритрею, получил её гражданство.
В 2012 году вошёл в состав сборной Эритреи на зимних юношеских Олимпийских играх в Инсбруке. Выступал в четырёх видах горнолыжной программы — слаломе, гигантском слаломе, супергиганте и комбинации, но ни в одном из них не финишировал: Абеда закончил только первый заезд в слаломе. Был знаменосцем сборной Эритреи на церемонии открытия Олимпиады.
В том же году начал выступать на международном уровне, участвовал в соревнованиях в Канаде и США.
Не смог квалифицироваться на зимние Олимпийские игры 2014 года в Сочи.
В период между Олимпиадами получил две тяжёлых травмы: в феврале 2016 года разорвал переднюю крестообразную связку колена, несколько других связок и сломал большеберцовую кость. Абеде потребовались две операции и годичное восстановление. В марте 2017 года он вернулся на трассу и квалифицировался на зимние Олимпийские игры в Пхёнчхане. В декабре во время тренировки сломал челюсть и лишился двух зубов.
В 2018 году был единственным представителем сборной Эритреи на зимних Олимпийских играх в Пхёнчхане. Выступал в двух видах горнолыжной программы. В слаломе не смог завершить первый заезд и выбыл из борьбы. В гигантском слаломе занял 61-е место, показав по сумме двух заездов результат 2 минуты 39,87 секунды, уступив 21,83 секунды победителю Марселю Хиршнеру из Австрии. Был знаменосцем сборной Эритреи на церемониях открытия и закрытия Олимпиады. Стал первым спортсменом Эритреи, выступившим на зимних Играх.
В 2019 году завершил горнолыжную карьеру и перешёл в бобслей. Тренируется в Калгари, планирует выступить в 2022 году на зимних Олимпийских играх в Пекине.
Сотрудничает с Олимпийским комитетом Эритреи, для того чтобы отобрать спортсменов из эритрейских диаспор в других странах и сформировать из них команду на зимние Игры.